# Robert Lehmann (Chemiker)

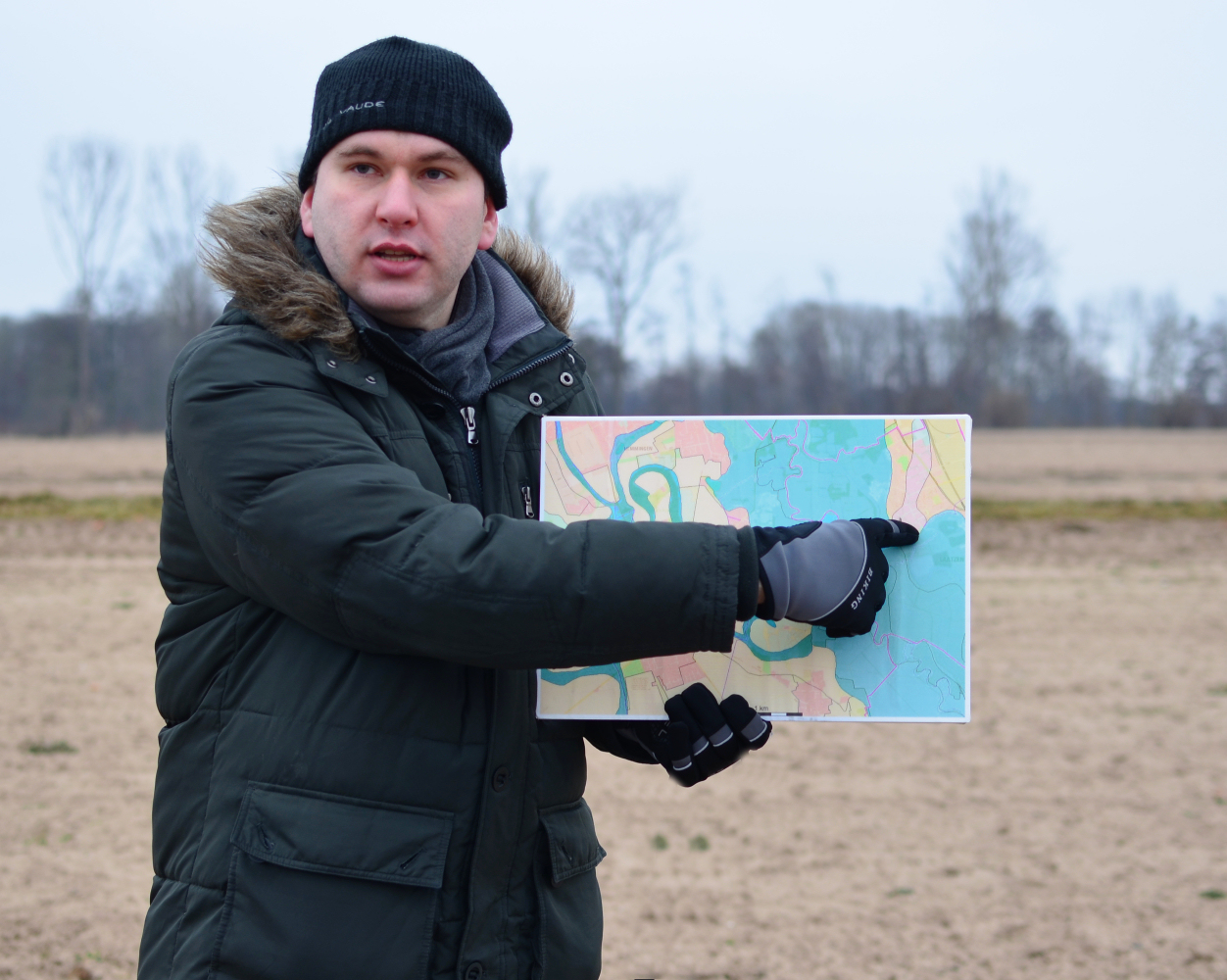
Robert Lehmann auf dem Areal des Römischen Marschlagers von Wilkenburg, 2017

Robert Lehmann (* 26. April 1982 in Alma-Ata) ist ein deutscher Chemiker, spezialisiert auf die Archäometrie, und Numismatiker.

## Allgemeines
Robert Lehmann studierte an der Universität Hannover und wurde im Jahre 2011 mit einer Arbeit zur Archäometallurgie von mittelalterlichen deutschen Silberbarren und Münzen promoviert. Er war als wissenschaftlicher Mitarbeiter und Dozent am Institut für Anorganische Chemie der Universität Hannover tätig, wo er sich auf Analytik und Archäometrie spezialisiert hatte. Seitdem ist er als naturwissenschaftlicher Beauftragter für das Niedersächsische Landesamt für Denkmalpflege tätig und betreut wissenschaftliche Qualifizierungsarbeiten der Universität Hannover. Derzeit (2019) ist er in der Forschungsgruppe  Festkörperchemie beim Helmholtz-Institut Ulm tätig, das Untersuchungen jenseits der Lithium-Ionen-Batteriesysteme durchführt.

## Chemiker und Analytiker
Robert Lehmann leitete den Arbeitskreis Archäometrie an der Universität Hannover, der sich mit interdisziplinären Forschungen an der Schnittstelle zwischen Naturwissenschaften und Archäologie beschäftigt. Zu den Aufgaben des Arbeitskreises gehört die Entwicklung zuverlässiger Provenienzbestimmungen mittels Isotopensysteme sowie Untersuchungen, inwieweit sich Isotopenverhältnisse bei Zink für die Provenienzanalytik eignen. Der Arbeitskreis ist neben dem Arbeitskreis Analytik eine spezialisierte Untergruppe im Institut für Anorganische Chemie. Als Mitarbeiter des Arbeitskreises Analytik führte Robert Lehmann Echtheitsbestimmungen durch, unter anderem an Münzen und Gemälden. 2013 war er an der Analyse eines lange verschollenen und wiederaufgetauchten Gemäldes von Gustav Klimt beteiligt. Im Rahmen seiner Forschungstätigkeit erstellte Lehmann eine der größten Bleisiotopiedatenbanken für die Provenienzbestimmung von Metallgegenständen in Mitteleuropa.
Bei niedersächsischen Archäologieprojekten war Lehmann der Hauptanalytiker für Metalluntersuchungen. Das beruhte auf einer, unter der Schirmherrschaft des Niedersächsischen Ministeriums für Wissenschaft und Kultur im Jahr 2011 geschlossenen Kooperation zwischen der Universität Hannover und dem Niedersächsischen Landesamt für Denkmalpflege. In diesem Rahmen nahm er Analysen am Godehardschrein des Domschatzes im Hildesheimer Dom, an Fundstücken aus der wikingerzeitlichen Handelsstadt Bardowick, an Funden aus der Montanarchäologie des Harzes sowie an Objekten bei der Ausgrabung des mittelalterlichen Bergwerks Altes Lager am Rammelsberg vor. Archäometrische Untersuchungen nahm er am 2011 gefundenen Kupferbeil von Steinbergen und am 2012 gefundenen Schwert von Großenwieden sowie 2014 am Münzschatz von Lüneburg vor. In Einzelfällen ist Lehmann auch an Untersuchungen von nichtmetallischen Fundstücken beteiligt, wie beim steinzeitlichen Artefakt der Venus von Bierden. Des Weiteren forscht er zur Herkunft des Eisens der gefundenen römischen Waffen des Harzhornereignisses um das Jahr 235. Außerhalb Niedersachsens untersuchte er Teile des Dreikönigenschreins im Kölner Dom. Seit 2015 ist er naturwissenschaftlicher Beauftragter für Materialanalysen zum Römischen Marschlager von Wilkenburg und nahm in dem Jahr Untersuchungen am Bronzeeimer von Sasendorf vor.
Aufgrund seiner Untersuchungsmethoden und -möglichkeiten gilt das Institut für Anorganische Chemie der Universität Hannover deutschlandweit als Vorreiter und Anlaufzentrum für die Blei- und Goldisotopenverhältnisbestimmung zur Herkunft von Silber, Kupfer und Bronze sowie bei der Osmiumisotopenbestimmung zur Herkunft von Gold und Eisen. Die Untersuchungen werden mit Methoden der zerstörungsfreien und zerstörungsarmen Materialanalytik, wie der Laserablation und portable Röntgenfluoreszenz, durchgeführt. Bei der Laserablation entwickelte Lehmann eine neue Methode mit offenen Kammern, was die Untersuchung großer Objekte ermöglicht. Damit kann erstmals wegen seiner Größe noch nicht untersuchtes Kulturgut massenhaft bestimmt werden.
Lehmann erhielt deutschlandweit Analyseaufträge. Im Auftrag des Archäometers Andreas Hauptmann vom Deutschen Bergbau-Museum Bochum  nahm er Provenienzbestimmungen an gefundenem Silber aus der Wikingerstadt Haithabu sowie an Gold aus den Königsgräbern von Ur aus dem 3. Jahrtausend v. Chr., das zum ältesten Gold der Menschheit zählt, vor. Im Auftrag des biblischen Archäologen Dieter Vieweger untersuchte Lehmann die Provenienz von Metall-, Glas- und Keramikgegenständen, die das Biblisch-Archäologische Institut Wuppertal am See Genezareth geborgen hatte.
Als besonders umfassend in der Zusammenarbeit des Instituts für Anorganische Chemie mit dem Niedersächsischen Landesamt für Denkmalpflege stellten sich die archäometallurgischen Untersuchungen am bronzezeitlichen Goldhort von Gessel dar, an denen Lehmann beteiligt war.
Die Untersuchungen am 2011 entdeckten Goldhort erfolgten mittels Röntgenfluoreszenzanalytik und Blei-Isotopenuntersuchungen durch Laserablation sowie im Abgleich mit einer Datenbank und anderen musealen Vergleichsobjekten. Anhand dessen schloss Lehmann, dass zwar der Großteil vom Balkan, Teile des Goldes jedoch aus dem etwa 7000 Kilometer entfernten Zentralasien mit den heutigen Staaten Kasachstan, Afghanistan sowie Tadschikistan stammen könnte. Diese Annahme stieß wegen der zugrunde liegenden Datenbasis auf Kritik seitens anderer Archäometallurgen wie Ernst Pernicka; sie wurde aber von Lehmann aufrechterhalten. 2016 äußerte Lehmann aufgrund seiner Untersuchungen Zweifel an der Echtheit der Goldscheibe von Moordorf.
Seit 2014 gehört Robert Lehmann dem Sprecherrat des Archäologischen Arbeitskreises Niedersachsen an. Als einer der Mitgründer  der Römer AG Leine (RAGL) engagiert er sich seit 2015 für den Erhalt des Römischen Marschlagers von Wilkenburg.

## Numismatiker
Seit seiner Jugendzeit beschäftigt sich Lehmann intensiv mit Münzen. Zu seinen Aufgaben beim Arbeitskreis Analytik der Universität Hannover zählt die naturwissenschaftliche Fälschungserkennung von Münzen. Er gilt als einer der weltweit aktivsten Numisanalytiker und führt Fortbildungen für Münzgutachter zur Fälschungserkennung durch. Außerdem ist er an mehreren internationalen Projekten, darunter mit dem Institut für Numismatik und Geldgeschichte der Universität Wien, zum Münzhintergrund beteiligt. Er ist Gründungsmitglied des internationalen Arbeitskreises für Experimentelle Numismatik mit Sitz in München. Von 2012 bis 2019 war Lehmann Präsident der Numismatischen Gesellschaft zu Hannover. Seit 2012 schreibt Robert Lehmann an einer Übersichtsreihe zur mittelalterlichen Münzprägung im deutschsprachigen Raum. Er ist beim Auktionshaus Künker Hauptgutachter und Schiedsgutachter für Materialanalysen. Für Gerichte fertigt er als Sachverständiger Gutachten zur Echtheit von Münzen an.

## Schriften
Auswahl:
Monographien
- Archäometallurgie von mittelalterlichen deutschen Silberbarren und Münzen, Wien, 2013 Promotionsschrift an der naturwissenschaftlichen Fakultät der Leibniz Universität Hannover (Online) (PDF; 20 MB)
- mit Carla Vogt: Fälschungserkennung in der Numismatik mit modernen naturwissenschaftliche Methoden, Wien 2013
- mit anderen: Nub Nefer – Gutes Gold, Hannoversche Numismatische Beiträge 1, 2014

Buchbeiträge
- in: Volker Weege: Münzfälschungen – Deutsches  Kaiserreich, Wien, 2008[16]
- Römische Silberbarren als Legionssold – Analysen zur Herstellung und Funktion der Funde aus Niedersachsen in: Nub Nefer – Gutes Gold, Hannoversche Numismatische Beiträge 1, 2014
- 150 Jahre Tradition – Vergangenheit – Gegenwart – Zukunft. Vom Münzforscherverein bis zur Numismatischen Gesellschaft zu Hannover e. V. in: Nub Nefer – Gutes Gold, Hannoversche Numismatische Beiträge 1, 2014
- mit Carla Vogt, Ingo Horn: Provenienzanalysen an Proben vom Dreikönigenschrein durch Bleiisotopenverhältnis-Analysen mittels fs-Laserablation-Massenspektrometrie (fs-LA-ICP-MCMS), In: Kemper, D.: Die Goldschmiedearbeiten am Dreikönigenschrein, Band 1, Studien zum Kölner Dom Band 11, Verlag Köln Dom, 2014, S. 393–394

Analytische Publikationen
- Charakterisierung inhomogener Materialien am Beispiel mittelalterlicher Silberbarren, Leibniz Universität Hannover, Hannover, 2007
- mit Artur Lehmann, C. Jianfeng: Wenn die Chemie stimmt … Prägestempel und Prägetechnik: Eine beispielhafte Zusammenarbeit des Instituts für Anorganische Chemie Hannover mit dem Landesmuseum und den örtlichen Numismatikern, Münzen und Papiergeld, 2008
- mit Carla Vogt, Reiner Cunz: Material- und werkstoffkundliche Untersuchungen an spätmittelalterlichen Silberbarren – Erste Ergebnisse einer interdisziplinären Kooperation, Archäologisches Nachrichtenblatt, 2008
- mit Carla Vogt: Wer den Pfennig nicht ehrt, ist die Mark nicht Wert? Was uns die Archäometallurgie des mittelalterlichen Geldes über unsere Ahnen verrät in: Praxis der Naturwissenschaften, 2011
- mit Henning Haßmann, Tina Heintges, Bernd Rasink, Carla Vogt, Stefan  Winghart, Friedrich-Wilhelm Wulf: Der bronzezeitliche Goldhort von Gessel, Stadt Syke, Ldkr. Diepholz, Archäologisches Korrespondenzblatt, Mainz, 2012
- mit Carla Vogt: Naturwissenschaftliche Analysen am Goldschatz von Gessel in: Berichte zur Denkmalpflege in Niedersachsen, 1/2012

Sonstige Publikationen
- mit Artur Lehmann: Das sasanidische Imperium: Ardashir I. – Die Geburt eines Weltreiches, in: Money Trend,[17] 2007
- mit Artur Lehmann: Das sasanidische Imperium: Shapur II (309–379 AD) – Kampf der Kulturen, in: Money Trend,[17] 2007
- mit Artur Lehmann: Das sasanidische Imperium: Shapur III (383–388 AD) – Einfall der Steppenvölker, in: Money Trend,[17] 2007
- mit Artur Lehmann: Zur Rolle der Goldwährung im sasanidischen Reich und dem Reich der Kuschan, in: Money Trend,[17] 2007
- mit Artur Lehmann: Das sasanidische Imperium: Khusro II. (591–628 AD) – Teil I: Das letzte goldene Zeitalter, in: Money Trend,[17] 2008
- mit Artur Lehmann: Das sasanidische Imperium: Die Münzprägung der mächtigen Großköniginnen, in: Money Trend,[17] 2008

Herausgeberschaften
- mit Karola Hagemann, Henning Haßmann (Hrsg.): Von Drusus bis Maximinus Thrax – Römer in Norddeutschland. Festschrift zum achtzigsten Geburtstag von Wilhelm Dräger. Hannover, 2018
- mit Karola Hagemann (Hrsg.): Schatzfunde – Fundmünzen. Numismatik zwischen Archäologie, Kriminalistik und Chemie (= Hannoversche Numismatische Beiträge Band 3). Verlag Marie Leidorf, Rahden 2019